# Utfärdsbön
Utfärdsbön är en andakt som hålls i den avlidnes hem efter ett dödsfall eller på begravningsdagen, innan kistan lämnar hemmet för att transporteras till begravningsgudstjänsten.